# Haraucourt (Meurthe e Mosella)
Haraucourt è un comune francese di 698 abitanti situato nel dipartimento della Meurthe e Mosella nella regione del Grand Est.

## Società

### Evoluzione demografica
Abitanti censiti